# Florik Shala
Florik Shala, né le 19 juillet 1997 au Luxembourg, est un footballeur luxembourgeois qui joue au poste d'attaquant à l'UT Pétange.

## Biographie

### En club
Formé au sein du club, la carrière du joueur débute au RFCU Luxembourg, en BGL Ligue. En 2018, il remporte le premier trophée de sa carrière en finale de la Coupe du Luxembourg. Il quitte son club formateur en 2019 pour rejoindre le FC Progrès Niederkorn.
Il s'engage avec le FC Swift Hesperange en 2021. Avec son club, il remporte pour la première fois de sa carrière le championnat de BGL Ligue à l'issue de la saision 2022-2023.
Ayant peu de temps de jeu à Hesperange, le joueur rejoint en 2023 le FC UNA Strassen en BGL Ligue. Après un an à Strassen, le joueur rejoint l'UT Pétange en 2024.

## Palmarès
| RFCU Luxembourg (1) :                                                                  | FC Swift Hesperange (1) :     |
| -------------------------------------------------------------------------------------- | ----------------------------- |
| - Coupe du Luxembourg - Vainqueur : 2018 - Supercoupe du Luxembourg - Finaliste : 2018 | - BGL Ligue - Champion : 2023 |